# Каон
Каон (фр. Cahon) насеље је и општина у североисточној Француској у региону Пикардија, у департману Сома која припада префектури Абевил.
По подацима из 2011. године у општини је живело 220 становника, а густина насељености је износила 31,25 становника/km². Општина се простире на површини од 7,04 km². Налази се на средњој надморској висини од 16 метара (максималној 69 m, а минималној 3 m).

## Демографија
| 1962. | 1968. | 1975. | 1982. | 1990. | 1999. | 2011. |
| ----- | ----- | ----- | ----- | ----- | ----- | ----- |
| 226   | 227   | 213   | 208   | 212   | 224   | 220   |

График промене броја становника у току последњих година